# العلاقات الإندونيسية الجورجية
العلاقات الإندونيسية الجورجية هي العلاقات الثنائية التي تجمع بين إندونيسيا وجورجيا.

## مقارنة بين البلدين
هذه مقارنة عامة ومرجعية للدولتين:
| وجه المقارنة                                              | إندونيسيا         | جورجيا                          |
| --------------------------------------------------------- | ----------------- | ------------------------------- |
| المساحة (كم2)                                             | 1.90 مليون        | 69.70 ألف                       |
| عدد السكان (نسمة)                                         | 263.99 مليون      | 3.72 مليون                      |
| الكثافة السكانية (ن./كم²)                                 | 138.94            | 53.37                           |
| العاصمة                                                   | جاكرتا            | تبليسي، كوتايسي                 |
| اللغة الرسمية                                             | اللغة الإندونيسية | اللغة الجورجية، اللغة الأبخازية |
| العملة                                                    | روبية إندونيسية   | لاري جورجي                      |
| الناتج المحلي الإجمالي (بليون دولار)                      | 1.02 تريليون      | 15.16 مليار                     |
| الناتج المحلي الإجمالي (تعادل القوة الشرائية) بليون دولار | 2.85 تريليون      | 35.68 مليار                     |
| الناتج المحلي الإجمالي الاسمي للفرد دولار أمريكي          | 3.35 ألف          | 3.79 ألف                        |
| الناتج المحلي الإجمالي للفرد دولار أمريكي                 | 10.52 ألف         |                                 |
| مؤشر التنمية البشرية                                      | 0.684             | 0.754                           |
| رمز المكالمات الدولي                                      | +62               | +995                            |
| رمز الإنترنت                                              | .id               | .ge، .გე ‏                       |
| المنطقة الزمنية                                           |                   | ت ع م+04:00                     |

## منظمات دولية مشتركة
يشترك البلدان في عضوية مجموعة من المنظمات الدولية، منها:
| علم المنظمة | اسم المنظمة                   | تاريخ انضمام إندونيسيا | تاريخ انضمام جورجيا |
| ----------- | ----------------------------- | ---------------------- | ------------------- |
|             | يونسكو                        | 27 مايو 1950           | 7 أكتوبر 1992       |
|             | الفريق المعني برصد الأرض      | ?                      | ?                   |
|             | مؤسسة التمويل الدولية         | 23 أبريل 1968          | 29 يونيو 1995       |
|             | مؤسسة التنمية الدولية         | 20 أغسطس 1968          | 31 أغسطس 1993       |
|             | منظمة التجارة العالمية        | ?                      | 14 يونيو 2000       |
|             | الاتحاد البريدي العالمي       | ?                      | ?                   |
|             | الاتحاد الدولي للاتصالات      | 1949                   | 7 يناير 1993        |
|             | الأمم المتحدة                 | 28 سبتمبر 1950         | 31 يوليو 1992       |
|             | البنك الدولي للإنشاء والتعمير | 13 أبريل 1967          | 7 أغسطس 1992        |
|             | المنظمة الهيدروغرافية الدولية | ?                      | ?                   |

## وصلات خارجية
- موقع وزارة الخارجية الإندونيسية
- موقع وزارة الخارجية الجورجية